# RWD-16
RWD-16 – polski samolot sportowy, zbudowany w jednym egzemplarzu w Doświadczalnych Warsztatach Lotniczych (DWL). 

## Historia
Inżynier Andrzej Anczutin w 1935 roku zaprojektował samolot, który miał zaspokoić zapotrzebowanie na tani samolot sportowy o niskich kosztach ekspolatacji. DWL udało się uzyskać wsparcie fabryki żarówek OSRAM, która sfinansowała budowę prototypu wyposażonego w silnik Walter Mikron I o mocy 36 kW (50 KM). Samolot otrzymał znaki rejestracyjne SP-AXY i został oblatany wiosną 1936 roku przez Aleksandra Onoszkę w Warszawie. Badania w locie wykazały, że samolot jest niesterowny kierunkowo. Próbowano rozwiązać ten problem poprzez zmianę usterzenia na wyższe oraz dodanie slotów, ale nie poprawiło to sterowności. 
Samolot został zaprezentowany 26 września 1937 roku na imprezie lotniczej zorganizowanej przez Ligi Obrony Powietrznej i Przeciwgazowej. Konstruktor wprowadził dalsze zmiany polegające na zmianie kształtu górnej części kadłuba, zmianie przedniej szyby kabiny oraz zastosowaniu silnika Avia 3 o mocy 44 kW (60 KM). W 1938 roku oblatano poprawioną wersję samolotu ale osiągi nie uległy poprawie. Samolot został przekazany do użytkowania pilotowi sportowemu kpt. Zbigniewowi Babińskiemu. Doświadczenia zebrane przy pracach nad tym samolotem wykorzystano przy budowie modyfikacji oznaczonej jako RWD-16 bis. 

## Konstrukcja
Dwumiejscowy samolot sportowy w układzie wolnonośnego dolnopłata konstrukcji drewnianej ze stałym podwoziem.
Kadłub o przekroju prostokątnym, konstrukcji półskorupowej drewnianej opartej o cztery podłużnice. Pokrycie kadłuba w całości wykonane ze sklejki. Kabina załogi z miejscami obok siebie, zakryta ze stałym wiatrochronem i osłoną odsuwaną do tyłu. Rozdwojony drążek sterowy umieszczony pomiędzy fotelami, z możliwością obsługi z obu miejsc. Płat jednoczęściowy o konstrukcji drewnianej, o obrysie trapezowym, dwudźwigarowy. pokryty do przedniego dźwigara sklejką, pozostała część kryta płótnem. Wyposażony w lotki szczelinowe. Usterzenie poziome dwudzielne, wolnonośne. Stateczniki kryte sklejką, a powierzchnie sterowe płótnem. Podwozie trójpunktowe z płozą ogonową. Golenie główne wyposażone w amortyzatory olejowo-powietrzne, płoza amortyzowana sprężynowo.